# Ichthyodes ciliata
Ichthyodes ciliata là một loài bọ cánh cứng trong họ Cerambycidae.